# 1981 no jornalismo
Nesta página encontrará referências aos acontecimentos directamente relacionados com o jornalismo ocorridos durante o ano de 1981.

## Nascimentos
| Data           | Nome              | Profissão             | Nacionalidade | Observações | Ref |
| -------------- | ----------------- | --------------------- | ------------- | ----------- | --- |
| 23 de abril    | Gabriella Windsor | jornalista            | Reino Unido   |             |     |
| 16 de dezembro | Mário Gerson      | jornalista e escritor | Brasil        |             |     |
| ??             | Adebayo Vunge     | jornalista e escritor | Angola        |             |     |

## Mortes
| Data           | Nome            | Profissão                              | Nacionalidade   | Observações                                                      | Ref         |
| -------------- | --------------- | -------------------------------------- | --------------- | ---------------------------------------------------------------- | ----------- |
| 12 de setembro | Eugenio Montale | poeta, prosador, jornalista e tradutor | Reino de Itália | n. 1896 Nobel de Literatura 1975 Prémio Antonio Feltrinelli 1962 | [ 1 ] [ 2 ] |